# ذخیره‌گاه‌های ببر در هند

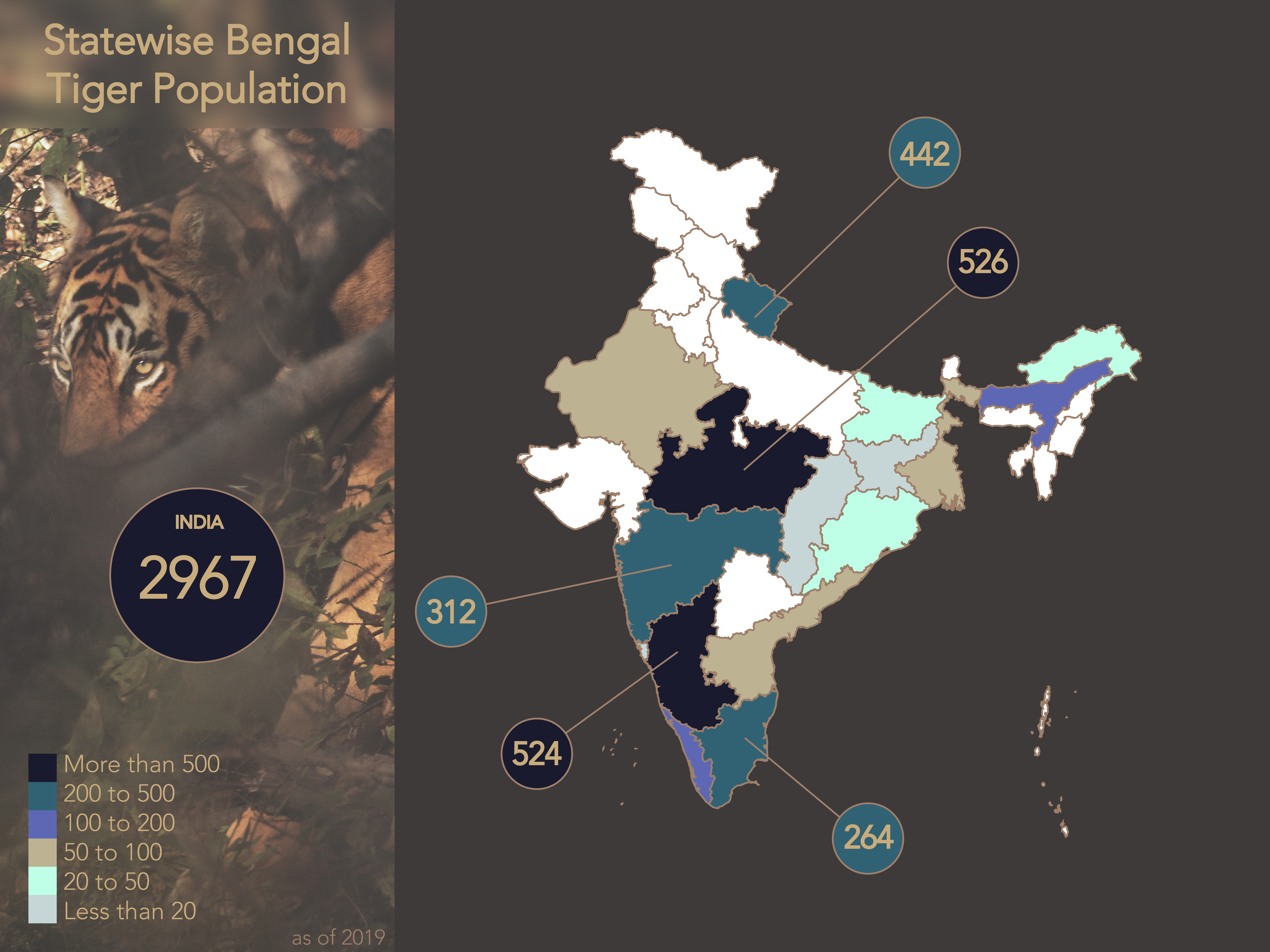
جمعیت ببر بنگال در ایالت‌های هند در سال ۲۰۱۸

کارگروه ذخیره‌گاه‌های ببر در هند (انگلیسی: Tiger reserves of India) در سال ۱۹۷۳ شروع به فعالیت کرد و توسط پروژه ببر، که تحت نظارت مرجع ملی حفظ حیات وحش ببر قرار دارد، مدیریت می‌شود. تا سال ۲۰۱۸، ۵۰ منطقه حفاظت‌شده به عنوان ذخیره‌گاه ببر تعیین گردید. در سال ۲۰۲۲، پنجاه و سومین ذخیره‌گاه ببر در هند، در امانگاه حیات وحش رانی‌پور، ایالت اوتار پرادش که چهارمین ذخیره‌گاه ببر این ایالت است، شناسایی و اعلام گردید.
هند محل سکونت ۸۰ درصد از ببرهای دنیا است. افراد مسئول در هند برآورد کردند که تعداد ببرها از ۱۴۱۱ عدد در سال ۲۰۰۶، به ۱۷۰۶ عدد در سال ۲۰۱۰، ۲۲۲۶ عدد در سال ۲۰۱۴ و ۲۹۶۷ عدد در سال ۲۰۱۸ افزایش یافته است. افزایش جمعیت ببرها در هند، نقش بزرگی در افزایش جمعیت جهانی ببر ایفاء کرده است، به نحوی که بر اساس گزارش صندوق جهانی طبیعت و انجمن جهانی ببر، تعداد ببرهای حیات وحش در دنیا از ۳۱۵۹ عدد در سال ۲۰۱۰ به ۳۸۹۰ عدد در سال ۲۰۱۶ افزایش یافته است.